# Caroline Kilel
Caroline Kile (Kenia; 21 de marzo de 1981) es una atleta keniana especialista en carreras de fondo, ganadora del maratón de Boston en 2011. También ha ganado otras maratones como la de Liubliana, Taipéi, Nairobi y Palermo.
Kilel tiene un mejor tiempo en la maratón de 2:22:34, alcanzado en el año 2013.